# Byans-sur-Doubs
Byans-sur-Doubs è un comune francese di 589 abitanti situato nel dipartimento del Doubs nella regione della Borgogna-Franca Contea.

## Società

### Evoluzione demografica
Abitanti censiti